# Helmut Noller
Helmut Noller (Mannheim, 16 de noviembre de 1919-Mannheim, 28 de marzo de 2009) fue un deportista alemán que compitió para la RFA en piragüismo en la modalidad de aguas tranquilas. Ganó una medalla de bronce en el Campeonato Mundial de Piragüismo de 1954, en la prueba de K2 1000 m.

## Palmarés internacional
| Campeonato Mundial | Campeonato Mundial | Campeonato Mundial | Campeonato Mundial |
| Año                | Lugar              | Medalla            | Evento             |
| ------------------ | ------------------ | ------------------ | ------------------ |
| 1954               | Mâcon (Francia)    | Medalla de bronce  | K2 1000 m          |